# Midnattssol (roman)
Midnattssol (engelska: Midnight Sun) är den femte boken i bokserien Twilight, skriven av Stephenie Meyer.
På grund av att en del av manuset publicerades olagligt på Internet under 2008 var det osäkert om boken skulle publiceras över huvud taget. För att undvika olagliga kopior av manuset på nätet publicerade Stephenie Meyers det ofärdiga manuset på sin hemsida (på engelska). Boken släpptes, efter en lång väntan, den 4 augusti 2020. Den kom senare under året i svensk översättning, under titeln Midnattsol.

## Handling
Boken beskriver händelserna ur den första boken Twilight (Om jag kunde drömma), ur den manliga huvudpersonen Edward Cullens perspektiv. Den första boken, Twilight, beskrivs ur den kvinnliga huvudpersonen Bellas perspektiv. I övrigt handlar den om sjuttonåriga Isabella Swan som möter vampyren Edward Cullen och en förälskelse uppstår. Den handlar om omöjlig kärlek och om att balansera på knivseggen av begär och livsfara.